# Cătălin Predoiu
Cătălin Marian Predoiu (Buzău, 27 agosto 1968) è un politico rumeno, Secondo Vice Primo ministro della Romania e Ministro degli Affari interni dal 15 giugno 2023.
Durante la sua carriera, egli ha altresì ricoperto il ruolo di Primo ministro della Romania per ben tre volte, sebbene sempre ad interim, dal 6 maggio al 23 giugno 2025, dal 12 al 15 giugno 2023 ed ancora dal 6 al 9 febbraio 2012
Dal febbraio 2008 al maggio 2012 è poi stato Ministro della giustizia nei Governi Tăriceanu, nei Governi Boc e nel Governo Ungureanu.
Dall'ottobre al dicembre 2009 ha invece ricoperto la carica di Ministro degli Affari Esteri con Emil Boc alla guida del Governo.
Originariamente Indipendente, si è progressivamente avvicinato al Partito Nazionale Liberale (PNL), divenendo un membro molto influente.